# Emmalene Bulling
Emmalene Bulling, Geburtsname Emma Magdalene Bulling (* 21. März 1900 in Bremen; † 31. Juli 1959 ebenda), war eine deutsche Juristin, Politikerin der Deutschen Staatspartei und Frauenrechtsaktivistin. Sie wurde als die erste Rechtsanwältin Bremens bekannt.

## Leben und Wirken

### Kindheit und Jugend
Emmalene Bulling kam als drittes von fünf Kindern in einer Bremer Akademikerfamilie zur Welt. Ihr Vater Carl Friedrich Bulling (1861–1927) arbeitete als Rechtsanwalt, ihre Mutter Betty Margarethe Bulling, genannt Gretchen (geborene Dreier, 1873–1938), war die Tochter eines Arztes. Bulling wuchs in einem fördernden und bildungsnahen Umfeld auf. Zwei ihrer Schwestern entschieden sich für ein Medizinstudium, während der älteste Sohn in die Anwaltskanzlei des Vaters eintrat. Ihr zweiter Bruder schlug eine Karriere im kaufmännischen Bereich ein.
Bulling besuchte zunächst das Mädchenlyzeum von August Kippenberg, wechselte jedoch 1916 an das Neue Gymnasium Bremen in eine Klasse, in der sie hauptsächlich mit Jungen gemeinsam unterrichtet wurde. Die Entscheidung zum Schulwechsel traf sie aus dem Wunsch heraus, nach ihrem Abschluss Philosophie zu studieren. Bulling legte 1920 ihre Reifeprüfung ab.

### Studium
Nach ihrer Reifeprüfung begann Bulling im Jahr 1921 ihr Studium der Philosophie in Heidelberg. Ein Jahr später wechselte sie nach München und begann dort und in Detmold Nationalökonomie zu studieren. 1924 schloss sie dieses Studium erfolgreich als Diplomvolkswirtin ab.
Erst nach diesem Diplom entschied sich Bulling für ein Jurastudium an der Juristischen Fakultät in Freiburg, unter anderem bestimmt durch ihr Interesse an sozialpolitischen Fragen und der Frauenbewegung. Dank einiger bereits besuchter Kurse der Rechtswissenschaft in ihrem vorherigen Studium bestand sie ihre erste Staatsprüfung schon 1925 nach nur drei Semestern. Ihren Vorbereitungsdienst absolvierte Bulling beim Amts- und Landgericht Bremen und beim Jugendamt. Dort beschäftigte sie sich primär mit „gefährdeten Mädchen“. Während ihres Referendariats promovierte Bulling sich im Mai 1927 in Erlangen magna cum laude mit ihrer Doktorarbeit Das Registerpfandrecht nach dem Entwurf eines Gesetzes betr. Einführung des Registerpfandrechts vom 30. Januar 1926. Im Oktober 1929 bestand Bulling ihr zweites Staatsexamen und wurde anschließend am 18. Dezember desselben Jahres als erste Bremer Rechtsanwältin vereidigt.

### Beruflicher Werdegang
Obwohl Bulling ihre juristischen Staatsexamen bestanden, ihr Referendariat absolviert und eine Promotion verfasst hatte, blieb ihr eine Anstellung in einer Anwaltskanzlei als Frau verwehrt. Sie wählte aus diesem Grund den Weg in die Selbstständigkeit und eröffnete gemeinsam mit dem Kollegen Kurt Müller eine eigene Kanzlei in der Langenstraße 8 (heutige Hausnummer 133) in Bremen. Nach dem Ausscheiden Müllers führte Bulling diese allein und übernahm während des Zweiten Weltkrieges zusätzlich die Verantwortung für die Kanzlei Wentzien & Hofgrefe, solange die Inhaber zum Kriegsdienst eingezogen waren. Ab 1947 arbeitete sie dort auch als Notarin.
Während der NS-Zeit war Bulling keinerlei nationalsozialistischen Organisationen beigetreten und galt nach 1945 folglich als unbelastete Juristin. Die amerikanische Militärverwaltung ließ sie deshalb 1946 als Rechtsanwältin zu.
1950 wurde Bulling am Bremer Vormundschaftsgericht zur Richterin berufen. Drei Jahre später erhielt sie eine Anstellung als Hilfsrichterin am Hanseatischen Oberlandesgericht. Dort arbeitete sie jedoch nur für ein Jahr. Ab 1954 war Bulling im Rahmen der Wiedergutmachung als Richterin bei der Entschädigungskammer am Landgericht tätig.

### Politisches und soziales Engagement
Neben ihrem juristischen Beruf engagierte sich Bulling politisch. Im Jahr 1930 kandidierte sie unter anderem bei den Reichstagswahlen für die Deutsche Staatspartei (DStP, zuvor: Deutsche Demokratische Partei) im Wahlkreis Weser-Ems.
Auch in der bürgerlichen Frauenbewegung war sie aktiv. So gehörte Bulling ab 1929 zum Vorstand des Deutschen Staatsbürgerinnen-Verbands (zuvor: Allgemeiner Deutscher Frauenverein) und war 1951 bei der Neugründung des Deutschen Verbands berufstätiger Frauen in Bremen (DVBF) beteiligt.
Des Weiteren betätigte sie sich im sozialen Bereich. Ab Februar 1931 war Bulling durch persönliche Verbindungen zu den Frauenrechtlerinnen Auguste Kirchhoff und Rita Bardenheuer gemeinsam mit ihrem Kollegen Müller für den Bremer Bund für Mutterschutz und Sexualreform in der Ostertorstraße 25 II bevollmächtigt. In diesem Verein übernahm sie eine kostenlose juristische Sprechstunde zur Beratung von mittellosen Frauen und Müttern sowie die Leitung der Geschäftsstelle. 1933 fiel der Verein der Gleichschaltung durch die Nationalsozialisten zum Opfer.
Bullings Rechtsanwaltskanzlei war und blieb stets eine Anlaufstelle für Frauen in Notsituationen. Sie behandelte ihre Klientinnen auf Augenhöhe und pflegte mit einigen enge Freundschaften. Nach dem Zweiten Weltkrieg betreute Bulling als Vormund zwei Frauen mit intellektueller Beeinträchtigung.

### Tod
Emmalene Bulling starb am 31. Juli 1959 an einer schwerer Krankheit.

## Ehrungen
2009 wurde Bulling von der Senatorin für Bildung und Wissenschaft als Namensträgerin für eine Bremer Oberschule vorgeschlagen. Nach einem Bürgerantrag aus dem Jahr 2011 wurde im November 2012 in Bremen-Blumenthal die Emmalene-Bulling-Straße zu Ehren von ihr benannt.

## Veröffentlichungen
- Das Registerpfandrecht nach dem Entwurf eines Gesetzes betr. Einführung des Registerpfandrechts vom 30. Januar 1926. Dissertation, Erlangen 1927.